# Z브러시
Z브러시(ZBrush)는 3D/2.5D 모델링, 텍스처링, 페인팅을 결합한 디지털 조각 도구이다. 사유 기술인 픽솔(pixol)을 사용하여 화면 상의 모든 물체에 대한 조명, 색, 물질, 심도 정보를 저장한다. Z브러시와 더 전통적인 모델링 패키지와의 차이는 Z브러시가 조각에 더 최적화되어 있다는 것이다.
Z브러시는 영화, 게임, 애니메이션의 고해상도 모델(40,000,000개 이상의 폴리곤에 달함)을 만드는데 사용되며, 인더스트리얼 라이트 & 매직(ILM)에서부터 일렉트로닉 아츠에 이르는 여러 기업들이 사용한다. Z브러시는 동적 수준의 해상도를 사용하여 조각가들이 전역 또는 국소적 변화를 모델에 줄 수 있다. Z브러시는 범프 맵에 전통적으로 그려지는 세세한 부분들을 조각할 수 있는 것으로 잘 알려져 있다. 그 뒤에 메시의 세세한 부분의 결과물들은 노멀 맵으로 내보낸 다음 로우 폴리 버전의 동일 모델에 사용할 수 있다. 디스플레이스먼트 맵으로도 추출이 가능하지만 이 경우 폴리 버전이 낮을수록 더 많은 해상도가 필요하게 된다. 완성한 뒤 3차원 모델은 배경에 투영하여 2.5차원 이미지가 된다. (이 위에 추가 효과를 적용할 수 있음) 작업은 동일 씬에 사용될 다른 3차원 모델에서 시작할 수 있다. 이 기능은 사용자가 막중한 프로세서 부하 없이 복잡한 씬을 가지고 작업할 수 있게 한다.
Z브러시는 Ofer Alon과 Jack Rimokh가 설립한 픽솔로직에 의해 개발되었다. 이 소프트웨어는 1999년 SIGGRAPH에서 시연되었다. 데모 버전 1.55b는 2002년에 출시되었고 버전 3.1은 2007년에 출시되었다. 윈도우와 맥 시스템용 Z브러시 4는 2009년 4월 21일에 발표되었으나 나중에 연기되었다. 버전 3.5는 같은 해 9월에 공개되어 Z브러시 4에 들어가기로 되어있던 더 새로운 기능들 중 일부가 포함되었다.

## 기능
Z브러시는 모델과 메시 조각을 도와주는 수많은 기능이 있다.
- 3D 브러시
- 폴리페인트
- 일러스트레이션
- 트랜스포즈(Transpose)
- ZSpheres
- GoZ
- 베스트 프리뷰 렌더
- 다이나매시(DynaMesh)
- 파이버매시
- ZRemesher

## 같이 보기
- 머드박스
- 모도
- 블렌더